# De Dief en de Magiër
De Dief en de Magiër (Engelse titel The Magic Thief) is het eerste boek in een fantasy-trilogie voor kinderen geschreven door de Amerikaanse schrijfster Sarah Prineas. Het werd gepubliceerd in juni 2008 door HarperCollins. De tekeningen in het boek en de omslag werden verzorgd door Antonio Javier Caparo.
Het tweede deel, The Magic Thief: Lost, verscheen in juni 2009 en werd ook in het Nederlands gepubliceerd onder de titel De Dief en de Magiër: Verloren.

## Begin
Prineas schreef het eerste hoofdstuk van De Dief en de Magiër voor Cricket, een literair magazine voor jong volwassenen. Toen ze besefte dat de personages meer te vertellen hadden, besloot ze een volledig boek te schrijven. Het duurde niet lang of De Dief en de Magiër werd een trilogie.

## Personages
- Rafaël/Rafi - Een voormalige dief die in de straten van Schemering rondhing en mensen beroofde, nu de leerling van de oude tovenaar Nimmeral. Hij is het neefje van de Onderheer. Zijn haar is zwart en warrig.
- Nimmeral Flinglas - Een oude tovenaar die twintig jaar voor dit verhaal verbannen werd uit Wellekom wegens het experimenteren met vuurwerk. Hij probeert een groot magisch probleem in de stad op te lossen.
- Bennet - De "bediende" van Nimmeral. Hij ziet er kolossaal uit.
- Kieston - Leerling van Pettivox en de assistent van Nimmeral.
- Rowan Hinderling - de dochter van de Hertogin en een vriendin van Rafi. Ze heeft kort, ros haar.
- Willa Hinderling - de Hertogin en de moeder van Rowan. Ze lijkt hard op haar dochter.
- Bromby - hoort bij de groep Magisters van het Magisterhuis. Hij is de "directeur" van de academicos.
- Onderheer Kraay - Heeft de controle over het deel van Schemering aan de kant van de rivier.

## Recensies
De Dief en de Magiër heeft veel positieve recensies ontvangen, van zowel Kirkus als van de School Library Journal en Teens Read Too.com, die zeiden dat het boek "zich gemakkelijk onderscheidt van de vele andere fantasieromans".